# 2009 en Ontario
Chronologie de l'Ontario
- 2005
- 2006
- 2007
- 2008
- 2009
- 2010
- 2011
- 2012
- 2013

Cette page concerne des événements d'actualité qui se sont produits durant l'année 2009 dans la province canadienne de l'Ontario.

## Politique
- Premier ministre : Dalton McGuinty du parti libéral de l'Ontario
- Chef de l'Opposition : Bob Runciman (intérim) puis Tim Hudak
- Lieutenant-gouverneur : David Onley
- Législature : 39e

## Événements

### Janvier
- Dimanche 4 janvier 2009 : plusieurs milliers de personnes défilent à Toronto, Ottawa et Montréal contre les bombardements israéliens dans la bande de Gaza. Le gouvernement canadien appelle à un cessez-le-feu avec pour condition préalable l'arrêt des tirs de roquette par le mouvement islamique Hamas, « cause de la crise ».
- Samedi 10 janvier 2009 : selon le quotidien de Toronto Globe and Mail, un vétéran de la seconde guerre mondiale vient de recevoir une lettre qui lui avait été adressée il y a 67 ans, en août 1942 depuis Londres, par une de ses tantes alors qu'il était un jeune soldat de 20 ans engagé dans le raid de Dieppe sur la côte française. Une opération qui avait tourné au désastre militaire. La lettre a été retrouvée, vendue aux enchères sur le site e-Bay. Le vétéran estime avec humour que si sa lettre a été perdue « c'est que quelqu'un n'a pas fait son travail quelque part »;

### Mars
- Mardi 3 mars 2009 : l'entreprise minière Vale Inco, basée à Toronto et filiale du géant brésilien Vale do Rio Doce, annonce la suppression de quelque 900 postes à travers le monde, en raison des difficultés que connaît actuellement le marché mondial du nickel. L'entreprise est spécialisée dans le nickel et les métaux précieux et emploie 14 000 personnes à travers le monde.

### Avril
- Mercredi 1er avril 2009 : la police de Toronto arrête plus de 100 personnes, dont 46 membres présumés de gangs urbains, au cours d'une vaste opération menée par plus de 1 000 agents dans l'agglomération de la métropole canadienne. Les autorités ont saisi 40 armes à feu, dont deux AK-47 chargés, de la cocaïne, du cannabis, de l'ecstasy et 431 000 $CAN en liquide ainsi que 12 véhicules.
- Mercredi 8 avril 2009 : disparition et meurtre d'une fillette de 8 ans, Victoria Stafford.

### Mai
- Samedi 2 mai 2009 : 56 cas confirmés de grippe H1N1 dans tout le Canada : 19 cas en Colombie-Britannique, 14 en Nouvelle-Écosse, 12 en Ontario, 8 en Alberta, 2 au Québec et un au Nouveau-Brunswick.
- Samedi 16 mai 2009 : 520 cas confirmés de grippe H1N1 dans tout le Canada, dont 187 en Ontario, 100 en Colombie-Britannique, 71 au Québec, 67 en Alberta, 66 en Nouvelle-Écosse…

### Juillet
- Mercredi 1er juillet 2009 : selon un sondage 65 % des Canadiens (86 % au Québec, 58 % en Ontario) souhaitent que le Canada cesse d'être une monarchie constitutionnelle après le règne d'Elizabeth II.
- Mardi 28 juillet 2009 : la police de Toronto annonce la saisie de 116 kilos d'héroïne dissimulés dans des pièces de machinerie en provenance du Pakistan ainsi que de plus d'un million de dollars canadiens et américains[1].

## Décès
- 8 janvier : Richard John Neuhaus, auteur et ecclésiastique (° 14 mai 1936).
- 31 janvier : Dewey Martin (en), batteur de rock (° 30 septembre 1940).
- 2 février : Russ Germain (en), animateur de la radio (° 1947).
- 5 février : John W. Grace (en), premier commissaire à la protection de la vie privée du Canada (° 6 janvier 1927).
- 23 février :
  - Elizabeth Bradford Holbrook (en), sculptrice de portrait (° 7 novembre 1913).
  - Scott Symons, auteur (° 13 juillet 1933).
- 27 février : James Page Mackey (en), chef du service de police métropolien de Toronto (1958-1970) (° 27 mai 1913).
- 3 mars : Gilbert Parent, député fédéral de St. Catharines (1974-1979), Welland (1979-1984), Welland—St. Catharines—Thorold (1988-1997) et Niagara-Centre (1997-2000) (° 25 juillet 1935).
- 9 mars : Larry Regan, joueur, entraîneur et dirigeant de hockey sur glace (° 9 août 1930).
- 18 mars : Donald Tolmie, député fédéral de Welland (1965-1972) (° 11 novembre 1923).
- 6 avril : J. M. S. Careless (en), historien (° 17 février 1919).
- 10 avril : Frank Morris (en), joueur de football (° 20 mai 1923).
- 12 avril :
  - Danny Cameron (en), chef du Parti de la Confédération des Régions du Nouveau-Brunswick (° 1924).
  - Kent Douglas, défenseur et entraîneur de hockey sur glace (° 6 février 1936).
- 28 mai : Lawrence Heisey, homme d'affaires (° 29 mai 1930).
- 29 mai : John Tolos (en), lutteur (° 18 septembre 1930).
- 14 juillet : Phyllis Gotlieb, romancier et poète (° 25 mai 1926).
- 18 juillet : Robert Uffen (en), géophysicien de recherche, professeur et administrateur universitaire (° 21 septembre 1923).
- 6 août : Stanley Haidasz, député fédéral de Trinity (1957-1958) et Parkdale (1962-1978) (° 4 mars 1923).